# Nana Ama McBrown
Felicity Ama Agyemang (nascida em 15 de agosto de 1977), também conhecida como Empress Nana Ama McBrown, é uma atriz ganesa, apresentadora de programa de TV e compositora musical. Ela ganhou destaque por seu papel em uma série de televisão intitulada Tentacles. Mais tarde, ela encontrou sucesso popular após seu papel nos filmes em língua Twi " Asoreba "(membro da igreja) e Kumasi Yonko". Ela foi a apresentadora do programa de culinária da televisão The McBrown Kitchen e do talk show de entretenimento United Showbiz na UTV até março de 2023, quando se mudou para a Media General. Ela é apresentadora de um programa de TV na Onua TV, no programa Onua Showtime. A Royal Drinks escolheu Nana Ama como o rosto de sua marca.

## Infância e educação
Nana Ama McBrown nasceu em Kumasi, Gana, em 15 de agosto de 1973. Sua mãe, Cecilia Agyenim Boateng, que vivia na Alemanha, e seu pai, Kwabena Nkrumah, se divorciaram quando McBrown era jovem. Com a morte do pai e a incapacidade da mãe de cuidar dela e dos outros seis irmãos, ela e os seus irmãos foram adoptados por Kofi McBrown e pela sua tia, Madame Betty Obiri Yeboah.
Além de seus seis irmãos, McBrown cresceu em Kwadaso - Kumasi, com sua tia e seu pai adotivo. Até hoje, McBrown descreve sua tia como uma "verdadeira mãe" e falou de sua gratidão a ela por ter lhe proporcionado um lar estável e acolhedor.
McBrown estudou na St. Peter's International Residential School, depois na Minnesota International e depois na Central International. Ela continuou no Kwadaso LAJSS, embora tenha acabado por abandonar a escola e não pôde fazer os exames do Certificado de Educação Básica. McBrown mais tarde frequentou a Faculdade de Negócios, onde obteve um certificado de secretária.

## Carreira

### Atuação
A carreira de atriz de McBrown começou depois que ela respondeu a uma chamada para uma audição no rádio pela Miracle Films. Ela foi contratada para cuidar do figurino. No entanto, no set, ela recebeu o papel principal depois que o diretor, Samuel Nyamekye, sentiu que ela era mais adequada para o papel. Em 2001, seu primeiro filme, That Day, foi lançado, lançando sua carreira. Sua atuação em That Day a ajudou a conseguir uma vaga na série de TV Tentacles.
Em 2007, McBrown desempenhou um papel no filme "Asoreba", coestrelando com estrelas de cinema populares; Agya Koo e Mercy Asiedu, o que lhe deu a luz para solidificar seu nome "Nana Ama" como um nome cinematográfico conhecido em Gana. Depois disso, ela desempenhou vários papéis em muitos filmes.

### Acordos de embaixadores
McBrown tem vários acordos de embaixador devido às suas estratégias de marketing requintadas e criativas, ela foi nomeada por uma das empresas de bebidas de Gana, Kasapreko Company Limited, como embaixadora da marca Royal Drinks, um dos seus muitos produtos produzidos em Gana. Ela é a embaixadora da marca de sabão em pó So Klin. Em março de 2021, foi nomeada embaixadora do Fundo Fiduciário Nacional COVID-19. Ela também é embaixadora da marca McBerry Biscuits e embaixadora da marca da empresa de eletrônicos Hisense Ghana e de muitas outras marcas, como Amanela Children Haven.
- Em 23 de setembro de 2024, Nana Ama McBrwon foi anunciada como a 'Embaixadora de Crescimento da Marca Ghandour Comestics.[23] No mesmo mês de setembro de 2024, ela também foi anunciada como embaixadora da marca KIVO GARI ao lado de seu filho Kar Lite.[24]

- Em 1º de fevereiro de 2024, a Deedew Spices Ghana revelou Nana Ama McBrown como sua nova embaixadora.[25] A Sintex Water Tank, popularmente conhecida pela produção de qualidade de produtos plásticos em Gana, também anunciou Nana Ama Mcbrown como sua nova embaixadora da marca em setembro de 2024.[26]

- Nana Ama McBrown também é embaixadora da marca da empresa de decoração para casa chamada Loncha, uma marca que oferece decoração de interiores e design de interiores de classe mundial no país.[27]
- A Tasty Tom anunciou em 14 de dezembro de 2019 no Accra Fiesta Royale Hotel, no lançamento de seu novo produto Tasty Tom Tomato, que nomeou Nana Ama McBrown como sua nova embaixadora da marca.[28]
- Ela também é a embaixadora da marca Softcare, uma das marcas africanas de produtos para bebês e mulheres.

### Apresentadora de televisão
Ela foi a apresentadora do programa de culinária The McBrown Kitchen e do talk show de entretenimento United Showbiz na UTV até março de 2023.
Ela se tornou a apresentadora do Onua Showtime na Onua TV; uma subsidiária da Media General.

## Vida pessoal
McBrown foi associada a Omar Sheriff Captan, seu colega de elenco em muitos filmes, embora ambos tenham negado qualquer envolvimento romântico. Em 2004, McBrown namorou brevemente Okyeame Kwame, um músico ganês. Ao longo do ano, a dupla foi vista viajando junto por todo Gana promovendo o lançamento solo de Kwame.
Em 15 de julho de 2007, McBrown foi entronizada como a "Nkosuohemaa" (ou rainha-mãe cerimonial do desenvolvimento) de Assin-Basiako, perto de Assin-Fosu, no distrito norte de Assin, na região central, Gana.
Em 2016, ela se casou com seu namorado de longa data, Maxwell Mawu Mensah. Em fevereiro de 2019, McBrown deu à luz uma menina no Canadá.
Depois de deixar a UTV, ela se juntou à Media General para começar seu novo capítulo como apresentadora, sendo nomeada apresentadora do Onua Showtime.

## Prémios e honrarias
McBrown atuou em muitos filmes e recebeu vários prêmios, incluindo Melhor Atriz Inglesa, Melhor Atriz em Papel Principal, Melhor Filme Tradicional e Melhor História no Kumawood Awards de 2011. Ela também ganhou o prêmio de Atriz Favorita no Ghana Movie Awards de 2016 e o prêmio Eurostar de Celebridade Feminina Mais Bem Vestida no tapete vermelho do Ghana Movie Awards de 2016. Ela também ganhou o prêmio de Atriz de Ouro em Filme de Comédia com o filme SideChic Gang no Golden Movie Awards em 2018.
Em 2020, ela recebeu o prêmio de Apresentadora de Programa de Entretenimento Feminino do Ano de 2019-2020 do Radio and Television Personality Awards. Ela também recebeu o prêmio de Apresentadora Feminina de TV do Ano 2019-2020.
Em março de 2021, ela foi premiada como Atriz do Ano no Entertainment Achievement Awards.
Em novembro de 2024, McBrown foi homenageado no Ghana Leadership Awards como a Personalidade da Mídia do Ano.

## Cirurgia
Em 2013, ela se envolveu em um acidente de carro com risco de vida na George Walker Bush Highway, perto de Lapaz, em Acra, por volta das 2h da manhã de 30 de janeiro de 2013. O acidente a deixou com uma mão fraturada. Ela passou por uma cirurgia após o acidente. No entanto, ela passou por outra cirurgia em 2021 na Alemanha para correção.